# Loceri
Loceri is een gemeente in de Italiaanse provincie Nuoro (voormalig: Ogliastra) (regio Sardinië) en telt 1.284 inwoners (01-01-2023). De oppervlakte bedraagt 19,3 km², de bevolkingsdichtheid is 67 inwoners per km².
De volgende frazioni maken deel uit van de gemeente: /

## Demografie
Loceri telt ongeveer 519 huishoudens. Het aantal inwoners daalde in de periode 1991-2001 met 8,4% volgens cijfers uit de tienjaarlijkse volkstellingen van ISTAT. sinds 2001 werden er nieuwe tellingen gehouden, het aantal inwoners is in vergelijking met de telling van 2001 tot 2021 gedaald, sinds 2021 stijgt het inwonertal terug met jaarlijks kleine stijgingen in het aantal inwoners. Er is sprake van een toename van het aantal inwoners in Loceri.
| Jaar | Inwoneraantal |
| ---- | ------------- |
| 1991 | 1.459         |
| 2001 | 1.336         |
| 2004 | 1.290         |
| 2011 | 1.278         |
| 2021 | 1.280         |
| 2023 | 1.284         |

## Geografie
De gemeente ligt op ongeveer 206 meter boven zeeniveau.
Loceri grenst aan de volgende gemeenten: Bari Sardo, Ilbono, Lanusei, Osini, Tertenia.
Arzana · Bari Sardo · Baunei · Cardedu · Elini · Gairo · Girasole · Ilbono · Jerzu · Lanusei · Loceri · Lotzorai · Osini · Perdasdefogu · Seui · Talana · Tertenia · Tortolì · Triei · Ulassai · Urzulei · Ussassai · Villagrande Strisaili
1. ↑  https://demo.istat.it/?l=it.